# Renpet Mons
Il Renpet Mons è una struttura geologica della superficie di Venere.